# Leopoldplatz (Berlins tunnelbana)
Leopoldplatz är en tunnelbanestation i Berlins tunnelbana på linje U6 och linje U9 i Wedding. Den har fått sitt namn efter Leopoldplatz. Den första stationen på Leopoldplatz öppnade 1923 men ersattes 1961 av en nybyggd i samband med att linje U9 drogs norrut. Den var fram till 1975 den norra slutstationen på linje U9.

## Galleri

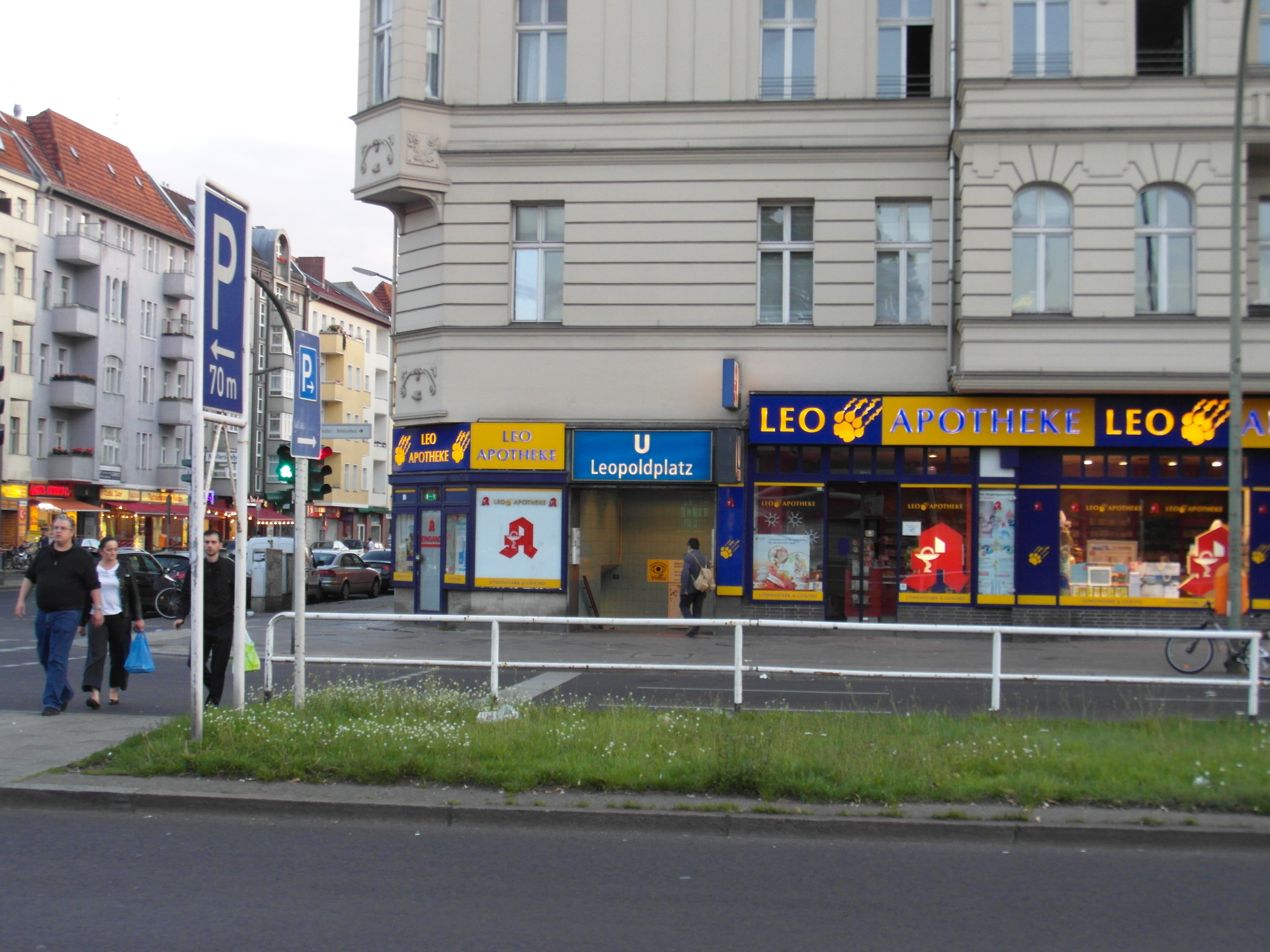
Entré Müllerstrasse
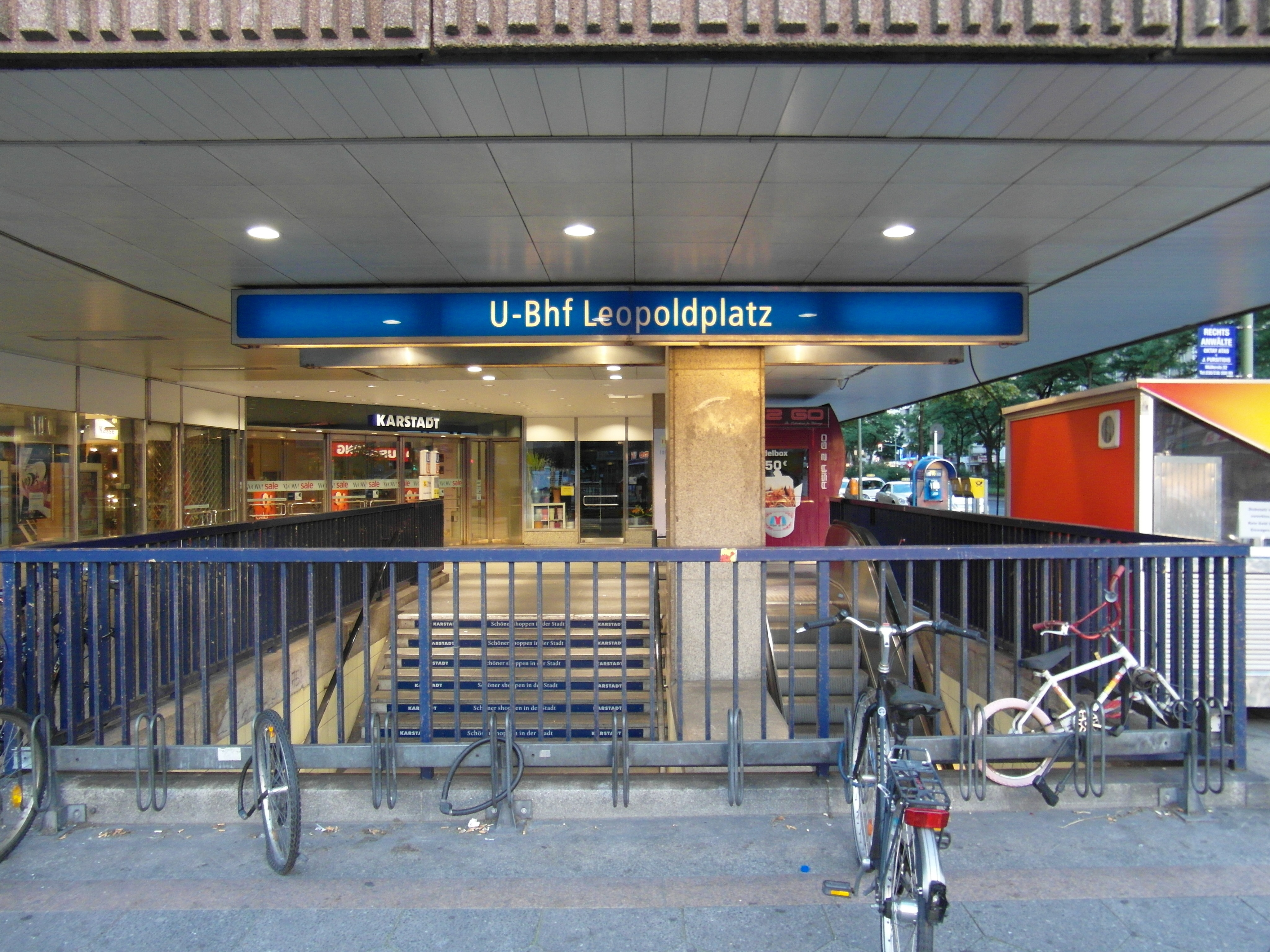
Entré vid Karstadt
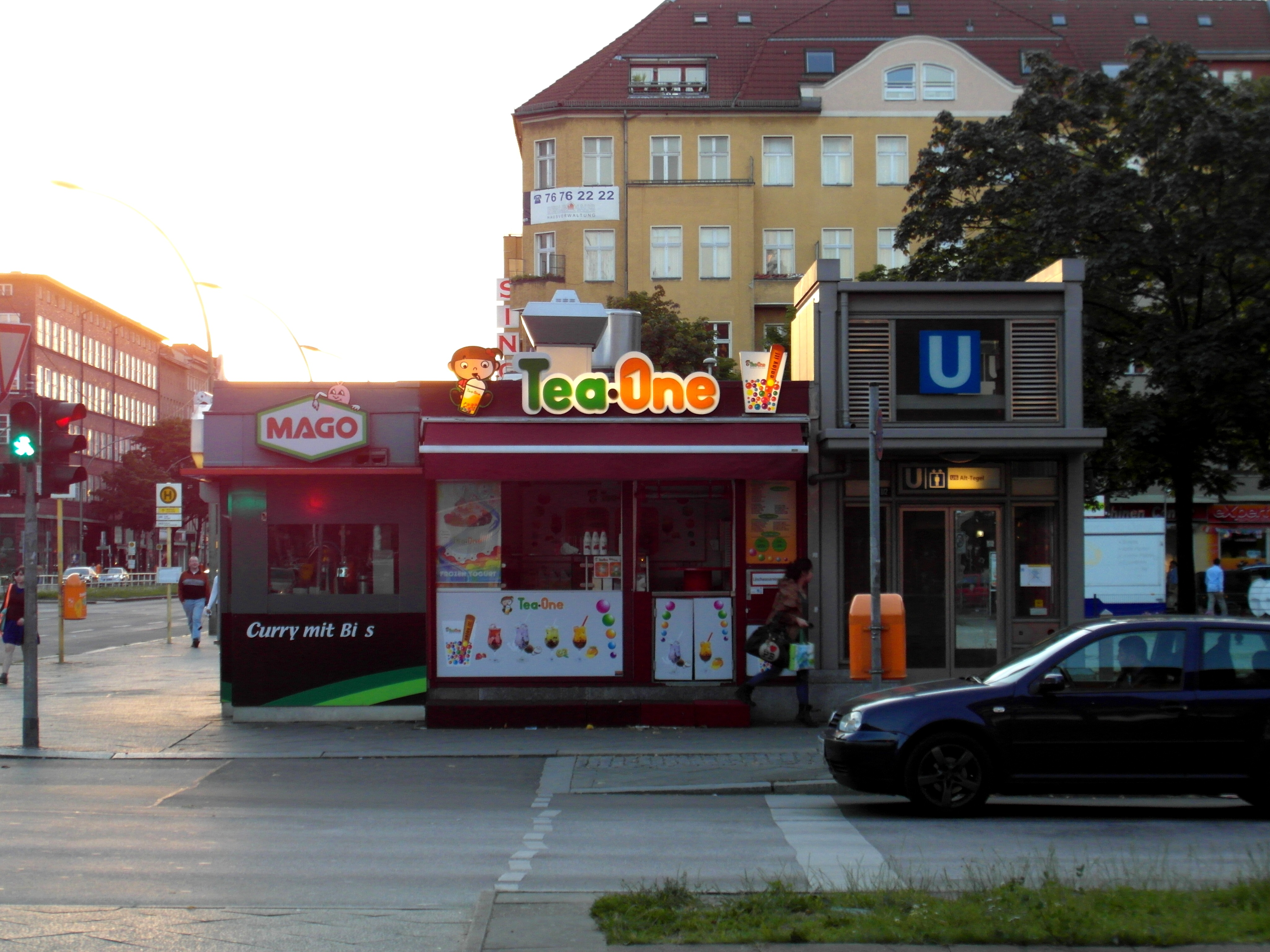
Entré Leopoldplatz
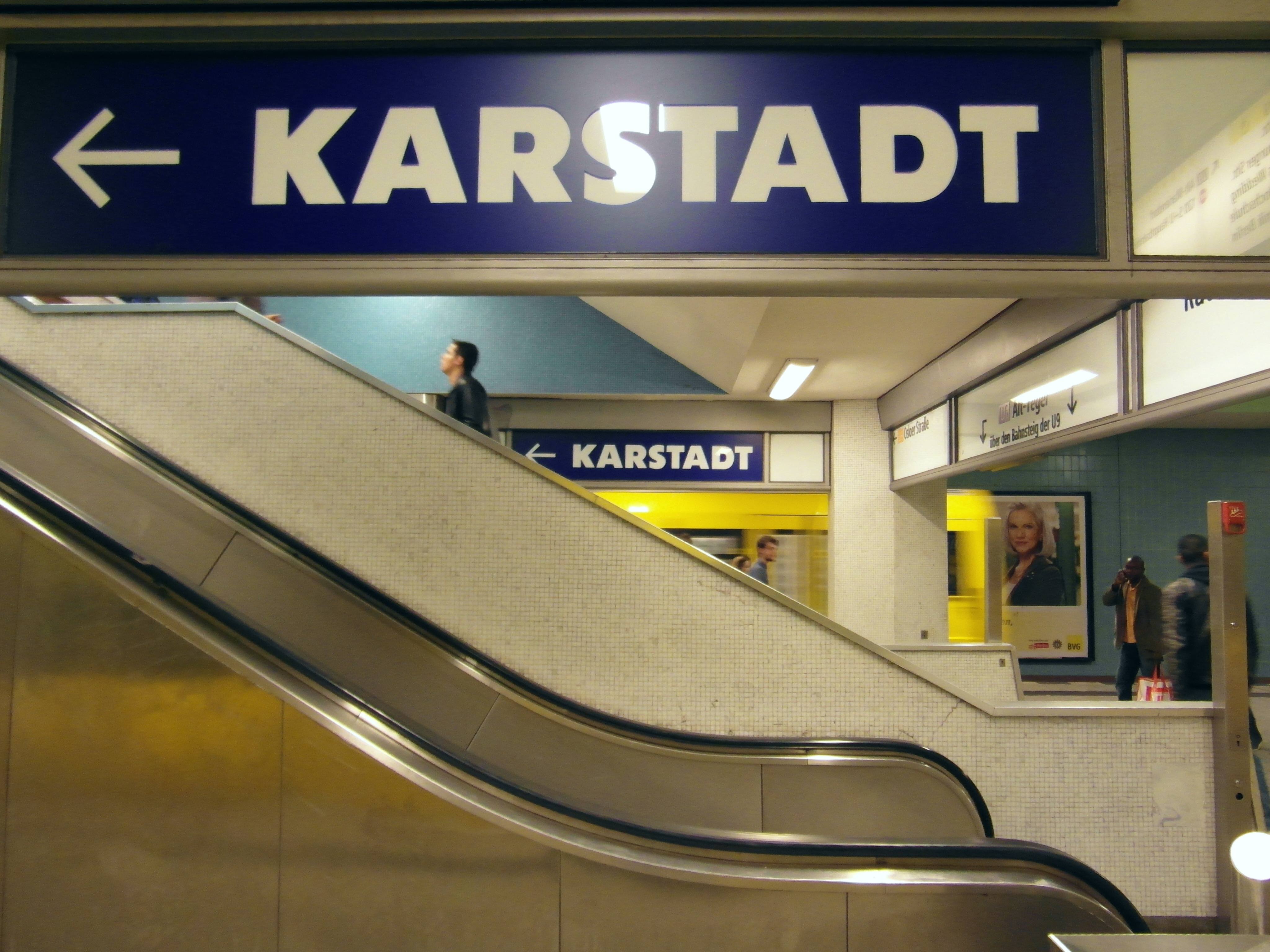
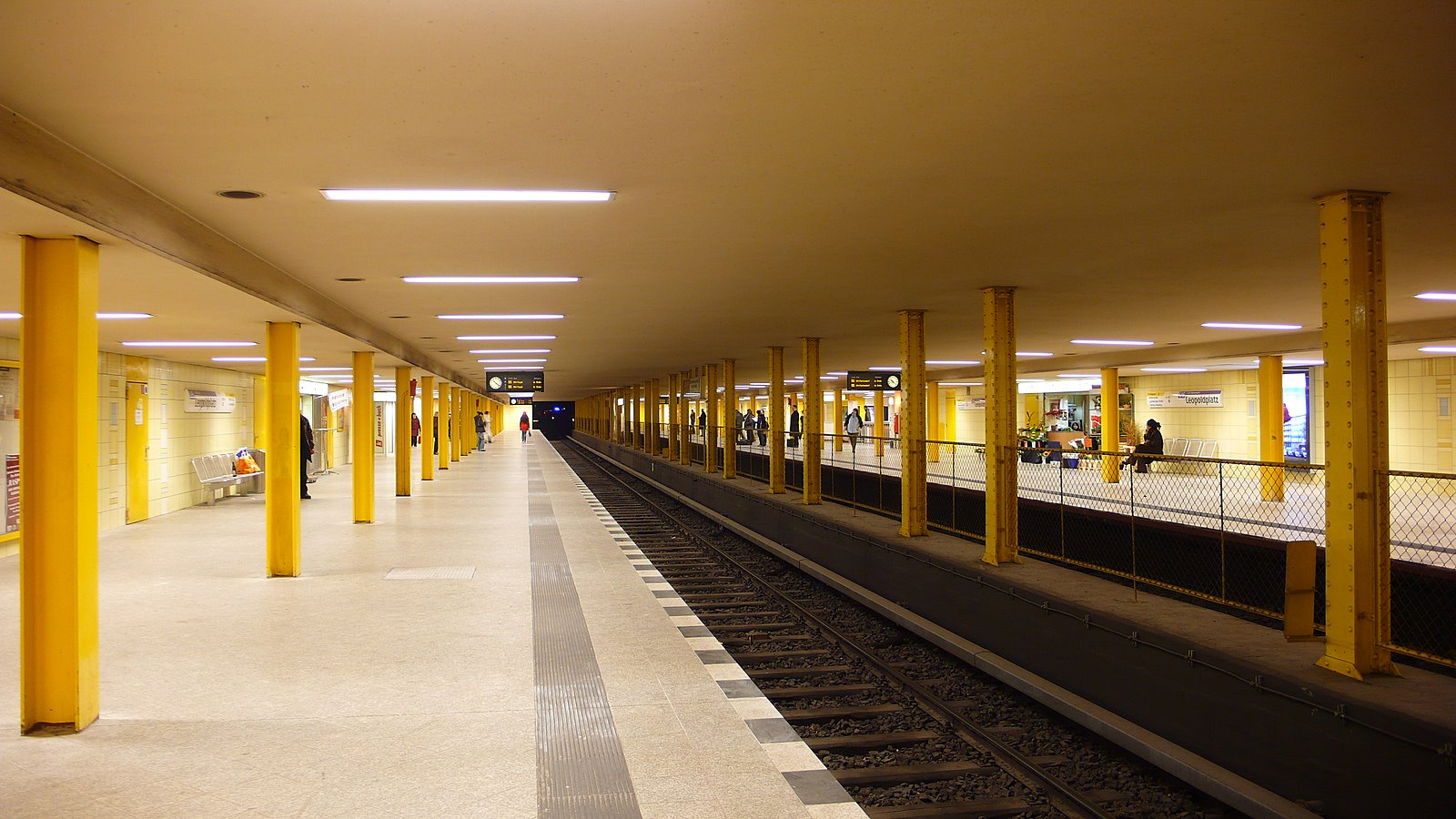
Linje U6
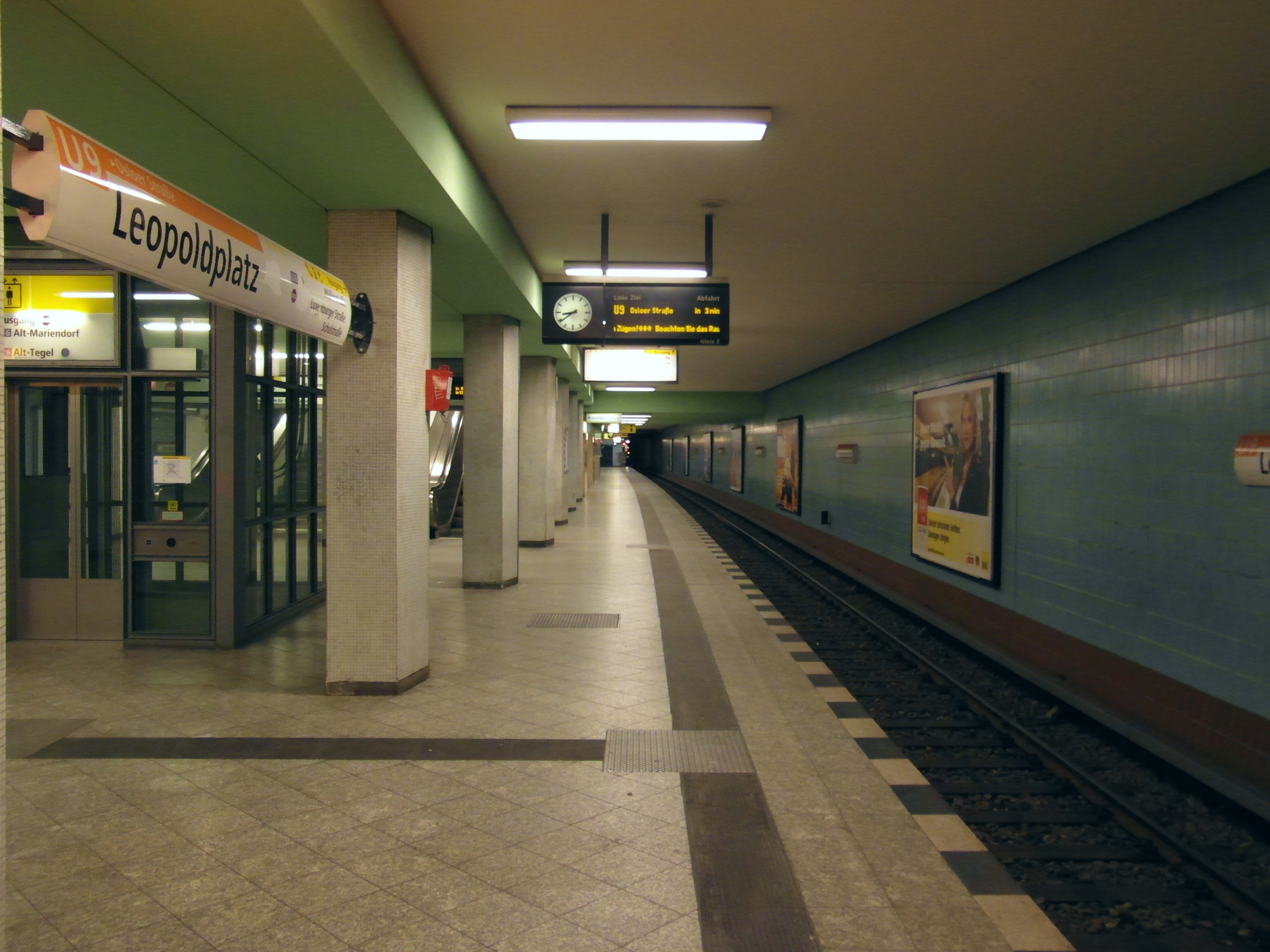
Linje U9